# Vasco Fernandes Coutinho
Vasco Fernandes Coutinho o bien Vasco IV Fernandes Coutinho o Velho o Vasco Fernández de Melo Coutiño el Viejo (Serpa, Portugal, 1488–Vila Velha de la Capitanía del Espíritu Santo, Brasil, e/ 1º y 10 de octubre de 1561) era un fidalgo real y conquistador portugués que fuera alcaide mayor de Ormuz de 1507 a 1508 y de 1515 a 1516, tenente de Alenquer desde 1524 y por voluntad del rey Juan III de Portugal de 1534, ocupara un nominal feudo hereditario sudamericano con el título de capitán donatario o bien como primer gobernador donatario de la Capitanía del Espíritu Santo desde 1535 hasta 1560, y como tal fundara las actuales localidades brasileñas de Vila Velha en 1535 y de Vitória en 1551.

## Biografía hasta las conquistas asiáticas

### Origen familiar y primeros años

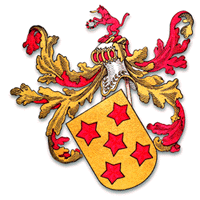
Blasón de Vasco Fernandes Coutinho

Vasco Fernández Coutiño había nacido en el año 1488 en la localidad de Serpa de la región de Alentejo, en el Reino de Portugal. 
Su padre era el capitán Jorge de Melo "el Larguirucho" —en portugués: Jorge de Melo "O Lágeo", traducido como "el de la Tierra"— (Serpa, ca. 1460 - Mazagán, 1514) que fue copero mayor del rey desde el 3 de marzo de 1479, señor de Pavia desde el 21 de julio del mismo año, recibió la donación real de la fortaleza de Mazagán en 1505 y casi una década después fallecería combatiendo contra los musulmanes del Sultanato wattásida de Fez, y el cual fuera un hijo de Juan de Melo, alcaide mayor de Serpa, y de su primera esposa Isabel da Silveira, además de nieto paterno de Martim Afonso de Melo "el Viejo", señor de Arega y Barbacena, y de Biolanda de Sousa, quien fuera una bisnieta de Martín Alfonso "Chichorro" e Inés Lourenço de Valadares, y por ende, Vasco Coutinho era descendiente por esta vía del rey Alfonso III de Portugal y su concubina mozárabe Madragana Ben Aloandro.
Blanca Coutinho (n. ca. 1466) era su madre, una hija del alcaide mayor Vasco Fernandes Coutinho (n. ca. 1440), IV señor de Celorico de Basto, de Montelongo, de Torre de Portocarreiro, de Vila Boa de Roda, de Barqueiros, de Terra da Maia y de Penaguião —un nieto del mariscal real Gonzalo Vaz Coutinho y bisnieto del merino mayor Vasco I Fernandes Coutinho, señor de Couto de Leomil, y de su esposa Beatriz Gonçalves de Moura y tataranieto de Fernão Martins Fonseca Coutinho y de Teresa Pires Varela, su cónyuge— y de su esposa María de Lima, cuyos padres eran Leonel de Lima, I vizconde de Vila Nova de Cerveira desde 1476, y su esposa Felipa da Cunha, y por lo tanto, Blanca Coutinho era una tataranieta del conde Enrique Manuel de Villena y de su esposa Beatriz de Sousa Portugal, la cual era a su vez nieta del noble Alfonso Dionisio —medio hermano del antes nombrado "Chichorro"— y bisnieta del ya citado rey Alfonso III "el Boloñés" y su otra concubina María Peres de Enxara.
Como segundogénito, Vasco tenía un hermano mayor llamado Martim Afonso de Melo Coutinho (n. ca. 1486 - f. antes de 1526), capitán mayor de la fortaleza de Mazagán desde 1514 a 1517, y los menores eran el comendador Manuel de Melo (n. ca. 1490), el capitán Diogo de Melo (n. ca. 1492 - f. mar de China Meridional, septiembre de 1522), María de Melo (n. ca. 1494), Antonia de Vilhena (n. 1496 - f. después de 1562) —quien haría pleito testamentario en 1561 a su sobrino legitimado Vasco Fernandes Coutinho Filho— casada con Pedro Afonso de Aguiar "o Raposo", capitán de la armada de la India, y Guiomar Coutinho (n. ca. 1498) que se enlazó con Rui Dias de Sousa.

### Viaje de conquista por África y Asia
A temprana edad partió de Lisboa el 6 de abril de 1506, junto al entonces capitán mayor Alfonso de Albuquerque que estaba al mando de una escuadra de cinco navíos —cuya armada de dieciséis estaba dirigida por el almirante Tristão da Cunha— para circunnavegar África por los océanos Atlántico e Índico con destino a la India.

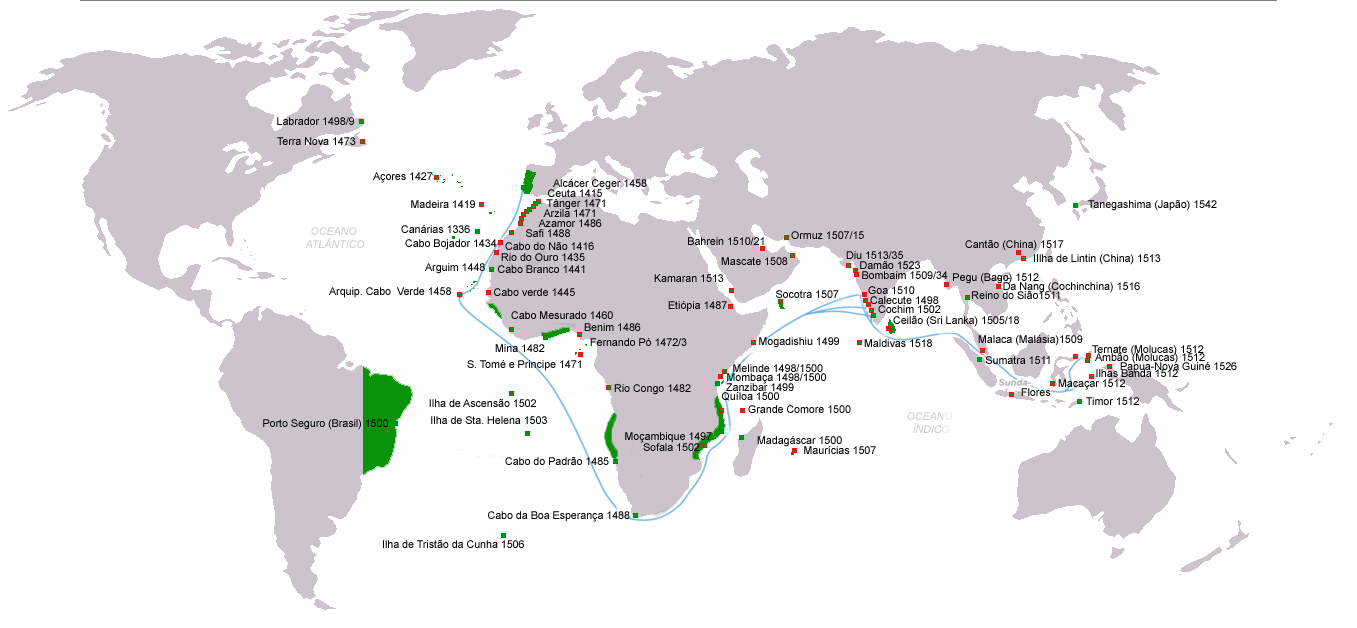
El Imperio portugués entre los años 1415 y 1543.

El objetivo del viaje era conquistar la isla Socotora, establecer colonias marítimas, tomar el control del comercio de especias y llevar una carta al virrey de la India portuguesa con una misión secreta ordenada por el rey Manuel I de Portugal.
Viajando por la Ruta del Cabo descubrieron en el Atlántico un archipiélago al que llamaron Tristán da Cunha, en honor al almirante de la armada del mismo nombre, y al pasar por el canal de Mozambique encontraron a João da Nova en la isla homónima, que se le había averiado su navío Frol de la mar.

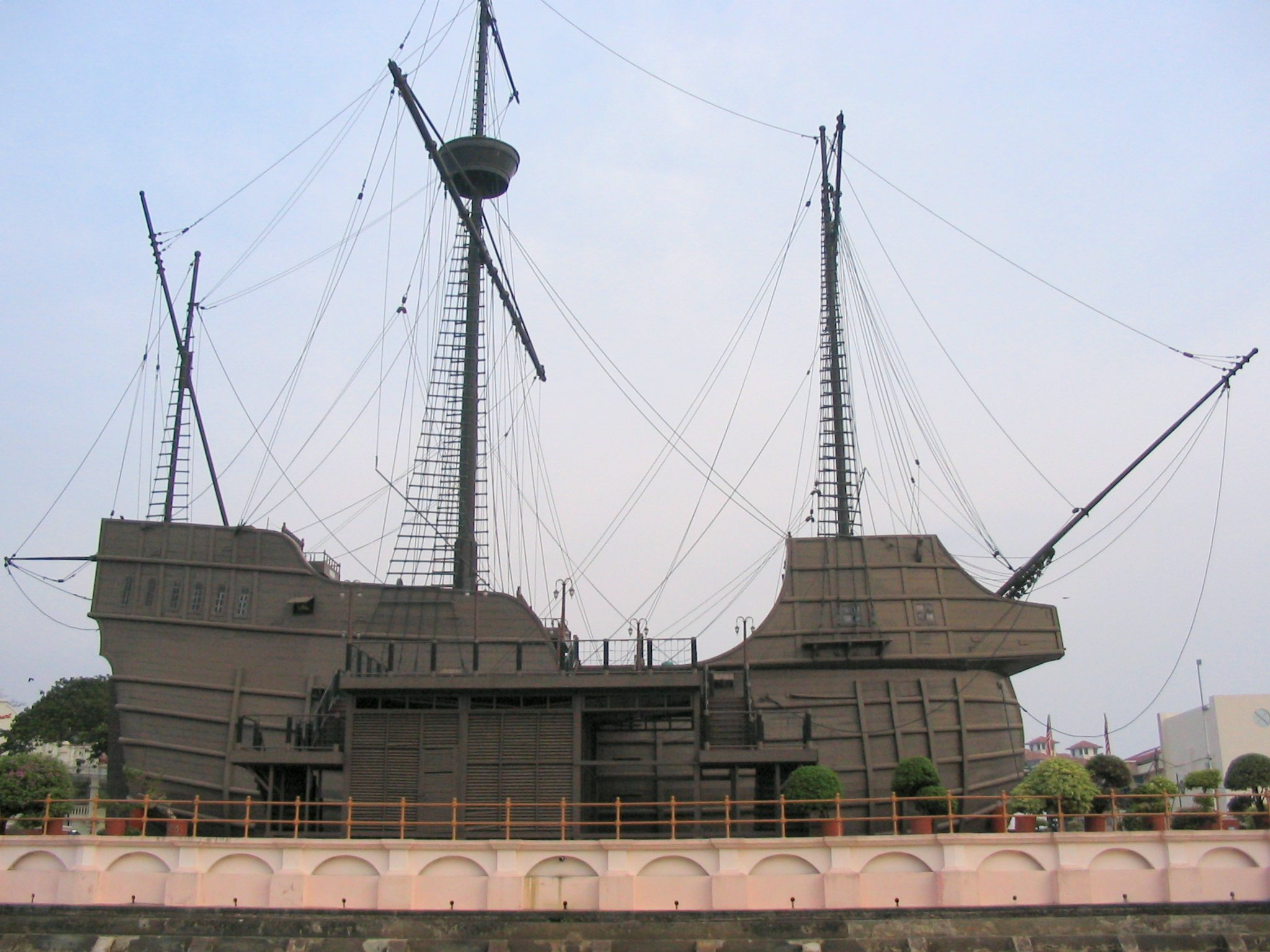
Réplica de la nao Flor de la mar de João da Nova que acompañó a Albuquerque y a Coutinho hasta la conquista de Malaca (del Museo Marítimo de Malaca).

Luego establecieron una factoría comercial en la isla de Mozambique —en donde repararon dicho navío— para que sirviese como centro de intercambio de tejidos y abalorios de la India, por oro, marfil y granadillo negro del reino de Monomotapa y además comenzaron a erigir la capilla de Nuestra Señora del Baluarte (que fuera terminada en 1522 por la armada de Pedro de Castro y quedaría incluida en la futura fortaleza de San Sebastián construida entre 1558 y 1583).

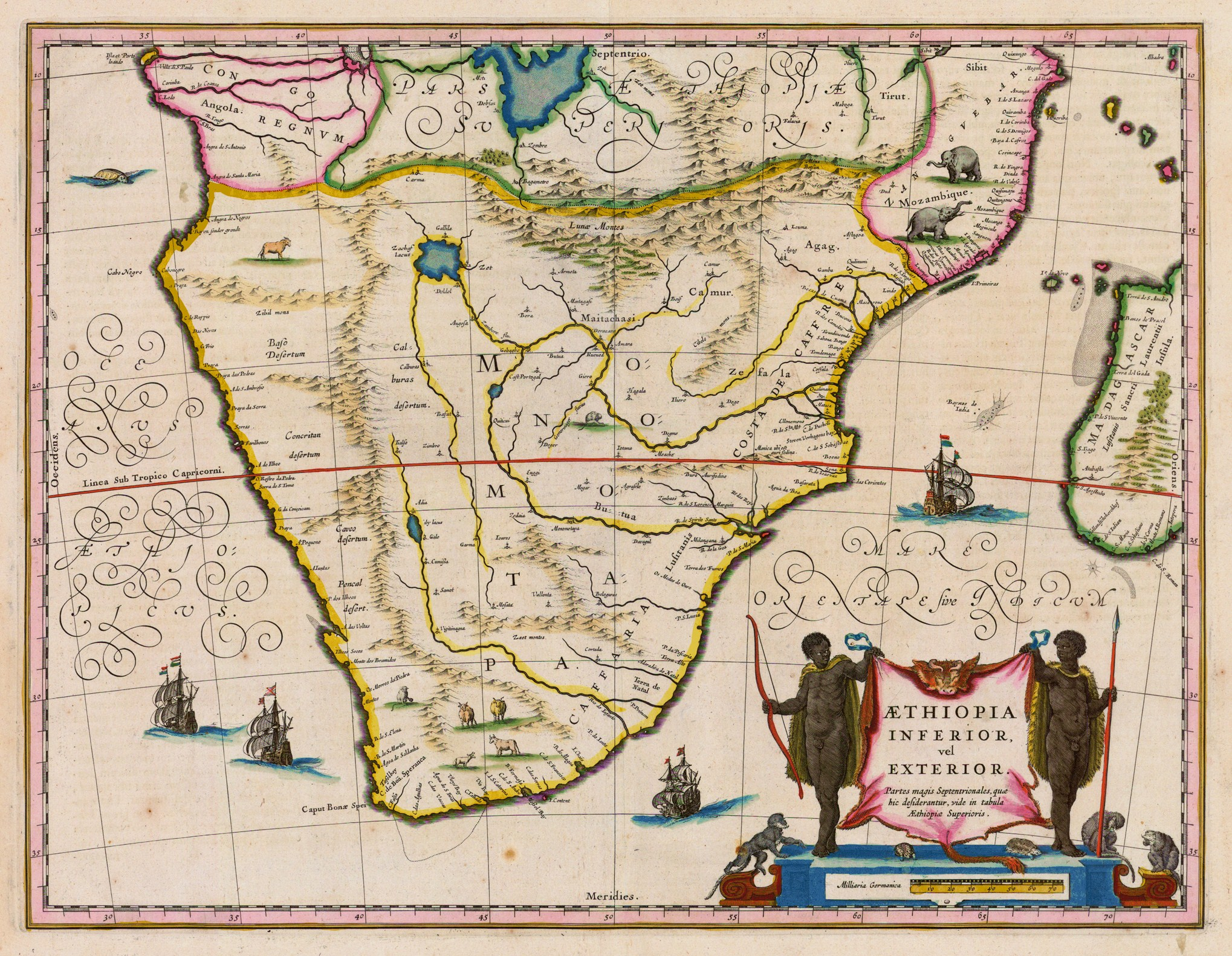
África austral con el imperio de Monomotapa —que fuera protectorado portugués de 1629 hasta 1759— y el cabo de Buena Esperanza, las costas de Zanguebar, parte de la gran isla de Madagascar, la isla de Mozambique y la de Juan de Nova (por Willem Janszoon Blaeu, año 1635).

Juan de Nova terminó por unirse a la flota y una vez que siguieron viaje hacia el norte, hicieron escala en la isla costera de Kilwa —la cual había sido tributaria de Portugal por Vasco de Gama en 1502, definitivamente conquistada por el virrey Almeida el 25 de julio de 1505 y en donde hizo construir el fuerte de Quíloa que sería abandonado en 1512— y luego pasaron por la isla de Zanzíbar —tributaria desde 1504 por el capitán Ruy Lourenço Marques Ravasco— y por Malindi, también de la costa oriental africana, para seguir hacia Socotra.
Posteriormente a la partida de la armada de Trisão da Cunha, el factor Duarte de Melo, encargado del comercio de la isla de Mozambique, que por orden del portugués Vasco Gomes de Abreu, capitán mayor de Sofala desde 1505 y luego gobernador de la costa de Mozambique subordinada al Virreinato de India, inició en 1508 una fortificación llamada «Torre de San Gabriel». 
En el transcurso del viaje, la armada de Da Cunha con Albuquerque y Coutinho, entre otros, conquistaron las ciudades de Kuryat (Qurayyat) y Mascate en julio de 1507, en donde se produjo una sangrienta batalla entre portugueses y las fuerzas leales al gobernador persa de la ciudad, y luego Khor Fakkan, además de conseguir la sumisión de la ciudad de Sohar, todas en el golfo de Omán.
A la isla de Socotora la tomaron en agosto de 1507 y en donde erigieron el fuerte de São Miguel —que duraría solo cuatro años, para ser desmantelado, y en 1512 la isla fuera ocupada por el Sultanato Mahra de la península arábiga— y desde aquí, Tristão da Cunha partió hacia la India para apoyar a los portugueses cercados en Cananor y Alfonso de Albuquerque con Vasco Fernandes Coutinho navegaron con una flota de seis navíos y quinientos hombres rumbo al golfo Pérsico.

## Alcaide mayor de Ormuz

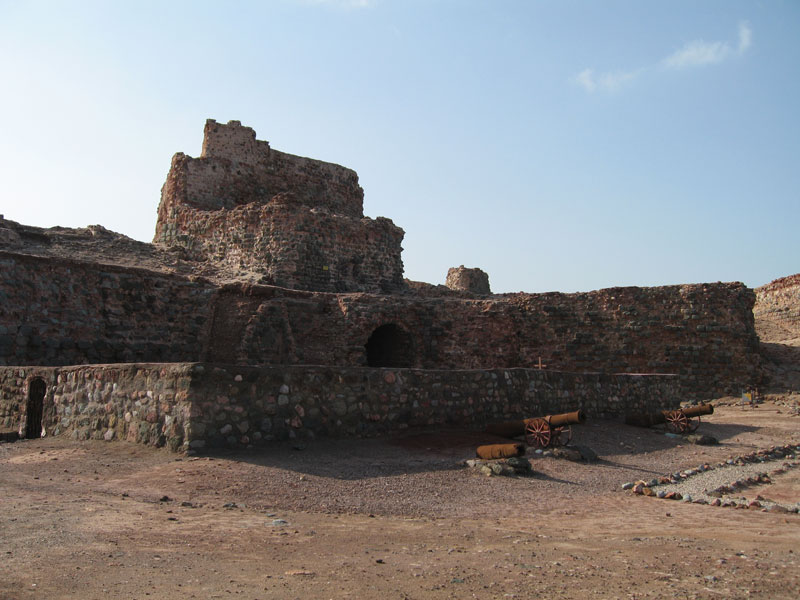
Fuerte de Nuestra Señora de la Concepción, en la isla de Ormuz, en donde Vasco Fernandes Coutinho fuera alcaide mayor.

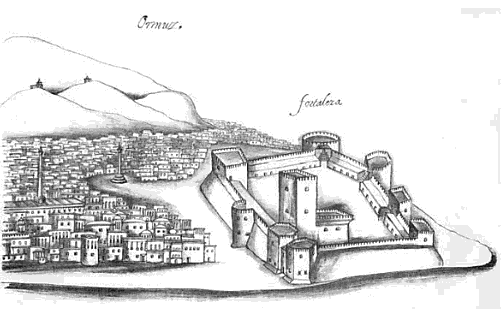
Fortaleza y ciudad-estado de Ormuz (por Gaspar Correia, ca. 1556).

El 25 de septiembre de 1507 se apoderaron rápidamente de la isla de Ormuz, cuyo rey que era tributario del shah persa Ismail I, aceptó convertirse en vasallo del rey de Portugal e inmediatamente el 24 de octubre se comenzó la construcción del «fuerte Nossa Senhora da Vitória», nombrando como alcaide mayor de Ormuz a Vasco Fernandes Coutinho. Una guarnición portuguesa en el mismo año logró la sumisión de Qal'at al-Bahrain, en el golfo Pérsico.
Pero debido a los duros trabajos de construcción de dicho fuerte, a las condiciones difíciles y a las adversidades, se produjo el motín de los capitanes, un episodio de insubordinación que condujo a la deserción de tres capitanes portugueses que con el apoyo del soberano de Ormuz, dieron batalla a las fuerzas de Albuquerque a principios de enero de 1508, quien al ser vencido, varios navíos desertores partieron hacia la India, quedando la flota reducida a solo dos. 
Albuquerque volvió a Socotora y encontró la guarnición portuguesa pasando hambre, por lo cual asaltó navíos musulmanes en el Pérsico para conseguir suministros. Al poco tiempo regresó con los mismos para Ormuz, en donde se vieron obligados a retirarse de la ciudad en abril de 1508, abandonando el fuerte en construcción y los de Curiate (actual Qurayyat), Mascate, Corfacão (actual Khor Fakkan), Kalhat y Sohar, y pasando por Socotora partió hacia la India, para culminar su misión secreta que consistía en entregar una carta cerrada al primer virrey Francisco de Almeida.
Vasco Fernandes Coutinho y Alfonso de Albuquerque cruzaron el mar Arábigo y llegaron a Cananor en diciembre de 1508, y una vez abierta la carta secreta, en ella expresaba que Albuquerque debería sustituir al virrey por mandato real, con el título de gobernador de la India portuguesa pero dicho mandato fue demorado por diversas causas, principalmente por una venganza personal del virrey debido a la muerte de su hijo Lourenço de Almeida en la batalla de Chaul. Coutinho, Albuquerque y sus hombres se fueron a Cochín —en donde años después estaría la tumba de Vasco da Gama en la iglesia de San Francisco desde 1524 hasta 1539— esperando las indicaciones reales, y Albuquerque de su propio bolsillo sustentó la comitiva.
El 3 de febrero de 1509 el aún virrey Francisco de Almeida avanzó con sus fuerzas para la batalla de Diu y su victoria fue determinante ya que los otomanos y los mamelucos egipcios, que estaban apoyados por las repúblicas de Venecia y de Ragusa, abandonaron el océano Índico, quedando así asegurado el Imperio portugués en Asia por más de un siglo.
En agosto, tras la petición de Diogo Lopes de Sequeira y otros capitanes por considerarlo inepto para el gobierno, el virrey mandó a apresar a Albuquerque y lo envió a la fortaleza de Santo Ângelo en Cananor pero en el mes de octubre llegó el sexto mariscal real Fernando Coutinho (n. ca. 1465 - Calicut, 1510) —pariente de Albuquerque y primo tercero de Vasco Fernandes— llevando una armada de quince navíos y unos 3.000 hombres enviados por el rey para defender sus derechos, por lo cual, el 4 de noviembre de 1509, Alfonso de Albuquerque fue liberado y proclamado gobernador del Virreinato de la India portuguesa.

### Conquistas del Virreinato de la India portuguesa

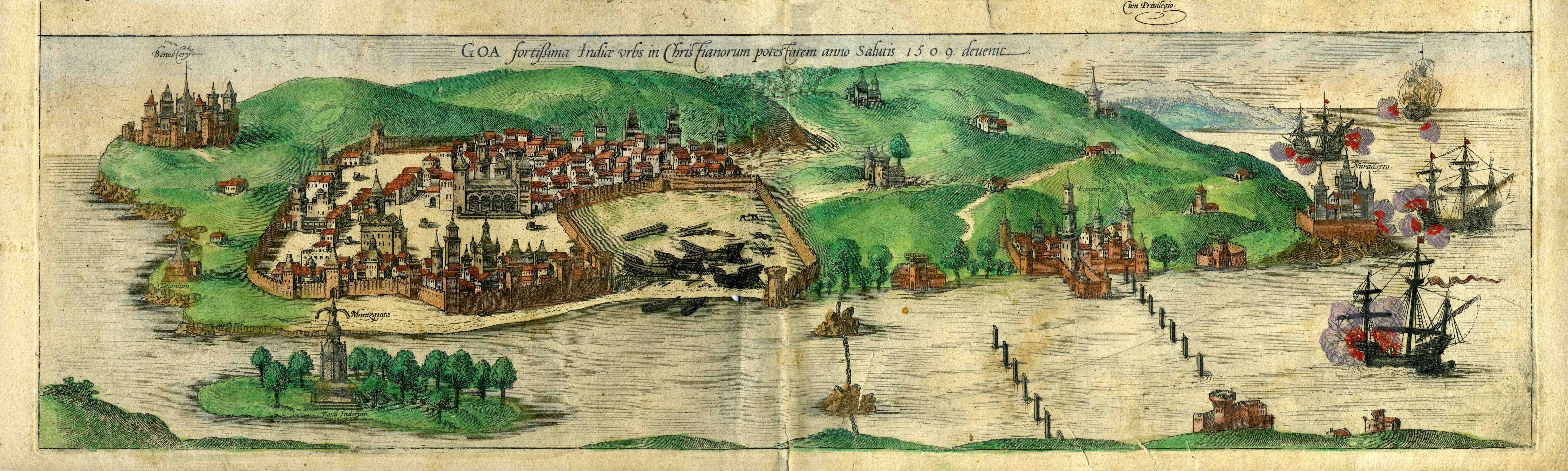
Vista de Goa Vieja en 1509 (por Braun e Hogenberg, año 1600).

Luego de la efímera ocupación de Goa, Albuquerque retornó en busca de refuerzos y pasó a la India junto a Vasco Fernandes Coutinho el 25 de noviembre del citado año con una flota renovada, por lo cual el sultán Ismail Adil de Bijapur y sus aliados otomanos se rindieron el 10 de diciembre de 1510, por lo que la flota portuguesa tomó posesión del territorio de la ciudad de Goa, que se convirtió rápidamente en la capital del Virreinato de la India portuguesa, y los reinos vecinos ofrecieron alianzas y enviaron embajadores a la misma.

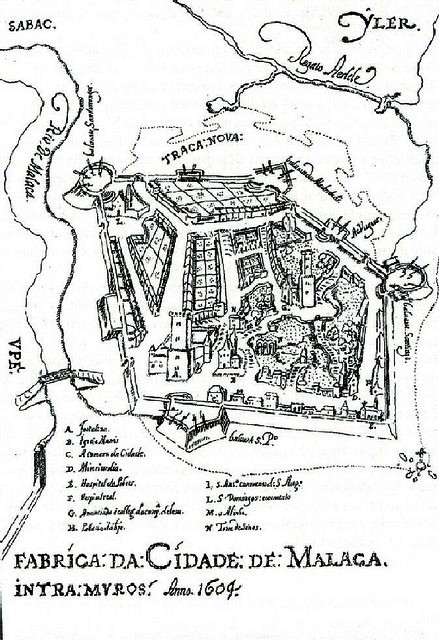
La Fortaleza de Malaca, mostrando en el interior de la muralla la torre de Albuquerque "A Famosa" (por Manuel Godinho de Erédia, "Fábrica de la Ciudad de Malaca: intramuros, año 1604.").

El territorio de Goa fue la base para las posteriores conquistas portuguesas, en las que figuraba Vasco Fernandes Coutinho junto a Albuquerque, que ocuparon y anexaron Malaca en 1511, luego Albuquerque tomó la isla de Camarão (o Kamaran) en marzo de 1513, en donde casi pierde la vida y que hizo fortificar, ubicada en el extremo meridional del mar Rojo y cerca del estrecho de Mandeb que separa Arabia del Cuerno de África.
El dominio virreinal portugués incluía también a los establecimientos de Sumatra fundados en 1511 —pero que los sultanatos de Aceh y de Padang destruyeran en 1523— las islas de Timor, Flores en 1512 por António de Abreu —y Sumba en 1522— que conforman las islas menores de la Sonda, y en el mismo año la factoría de Macasar en el sudeste de la isla de Célebes.
Además abarcaba al protectorado de Ternate, en donde Francisco Serrão construyera una factoría en 1513 —y António de Brito erigiese el fuerte de São João Baptista el 24 de junio de 1522, dominio que duró hasta 1575, y que trajo como consecuencia que la expedición de García Jofre de Loaísa erigiera un fuerte en 1526, en la vecina isla de Tidore y cuyo sultanato se transformara en protectorado español por ser rival del de Ternate, el cual finalmente fuera incorporado en 1606, manteniendo ambos protectorados hasta 1663— en las islas Molucas.
También incluía en el delta del río de las Perlas desde mayo de 1513, a la isla de Lintin o bien isla de Tamou, Tamão o Tunmen —aunque las fuentes chinas dicen que era la isla de Lantau, que forma parte de los Nuevos Territorios de la posterior colonia británica de Hong Kong— que fuera ocupada por Jorge Álvares junto a Vasco Fernandes Coutinho en la China Ming.

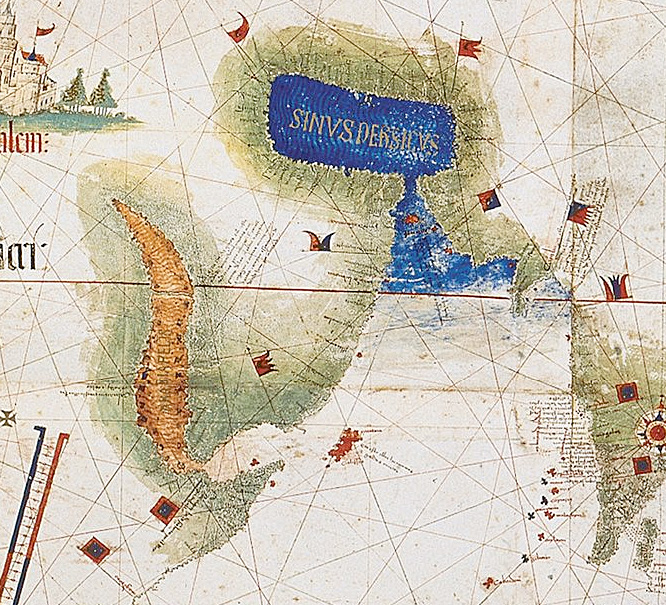
El Cuerno de África, Arabia, Persia y la India con la isla de Ceilán (todos con litoral en verde), además de las islas Laquedivas y Maldivas, separadas por el mar de Arabia como parte de océano Índico, y los otros territorios por el golfo de Adén con la isla de Socotora (en rojo), el estrecho de Mandeb y el mar Rojo (en su color), el golfo de Omán y el golfo Pérsico (ambos en azul) con el estrecho e isla de Ormuz (en rojo, en una porción del Planisferio de Cantino, del año 1502).

Albuquerque y Coutinho reconquistaron el anterior protectorado de Ormuz y sus dependencias, para transformarlo en parte integrante del virreinato el 1º de abril de 1515, en donde se terminó de construir con nuevo nombre el fuerte de Nuestra Señora de la Concepción, y en donde Vasco Fernandes Coutinho volvió a ser nombrado como alcaide mayor. En noviembre el gobernador Albuquerque partió hacia Goa para fallecer el 15 de diciembre del mismo año, siendo suplantado en el gobierno de India portuguesa por su opositor Lopo Soares de Albergaria.
Coutinho permaneció en Ormuz hasta que terminó su mandato de alcaide mayor el 10 de junio de 1516, año que había conquistado un poblado persa del estrecho de Ormuz para surtir de agua potable a la isla homónima y en donde hiciera construir la fortaleza de Comorão (reconquistado por Persia en 1615). También los portugueses establecieron en China factorías en Cantón e incorporaron toda la gran isla de Ceilán, ambas en 1517, exceptuando en esta última al Reino de Kandy que se mantuvo independiente.
A China habían enviado al embajador Tomé Pires en la flota de Fernão Pires de Andrade pero fracasó y posteriormente las fuerzas portuguesas se vieron envueltas en la primera batalla de Tamão con las tropas del ejército imperial en julio de 1521, por lo cual al ser derrotadas las fuerzas de Simão de Andrade, Vasco Coutinho logró huir hacia Malaca. En este mismo año fue invadido con éxito por fuerzas portuguesas el archipiélago de Baréin.
Su hermano mayor Martim Afonso de Melo Coutinho había sido nombrado por el rey Manuel I de Portugal como segundo embajador en China y por lo cual con su hermano Diego de Melo y Pedro Homem habían zarpado con cuatro navíos de Lisboa el 5 de abril de 1521 para llegar a Malaca en donde se encontraron con Vasco Coutinho, para quedar los cuatro como capitanes de cada uno de los navíos que viajaron a través del mar de la China Meridional al delta del río de las Perlas el 22 de julio de 1522, siendo los otros dos que se sumaron, los de los capitanes Duarte Coelho y Ambrosio do Rego.
Al llegar los seis navíos a destino en agosto del mismo año las tropas chinas comenzaron la segunda batalla de Tamão, atacándolos con réplicas de cañones portugueses que copiaron luego de la primera batalla, con los cuales quemaron un navío y capturaron otro. El capitán Diego de Melo murió al ser destruido su navío y Vasco con su otro hermano Martim consiguieron volver a Malaca con los tres navíos restantes de la armada, en el mes de octubre, para retornar en el mes de noviembre del mismo año hacia Europa.
Como capital del virreinato, Goa recibió los mismos privilegios cívicos que ostentaba Lisboa, la capital del Imperio portugués, y contaba con una cámara municipal que mantenía comunicación directa con el rey, se consolidó como el principal mercado para los productos de todo el Oriente portugués, regulado por la Casa de Indias, y en donde se comerciaban las perlas y coral de Baréin, la porcelana y sedas de China, especias del archipiélago malayo y las telas o productos manufacturados que venían de Portugal. También la India portuguesa administraría las bases comerciales en Tanegashima de las islas Ōsumi en 1542 (en el actual Japón) y de Macao desde el 14 de agosto de 1556, un enclave en China que finalmente le arrendaría a Portugal.

### Reconocimiento real y títulos nobiliarios

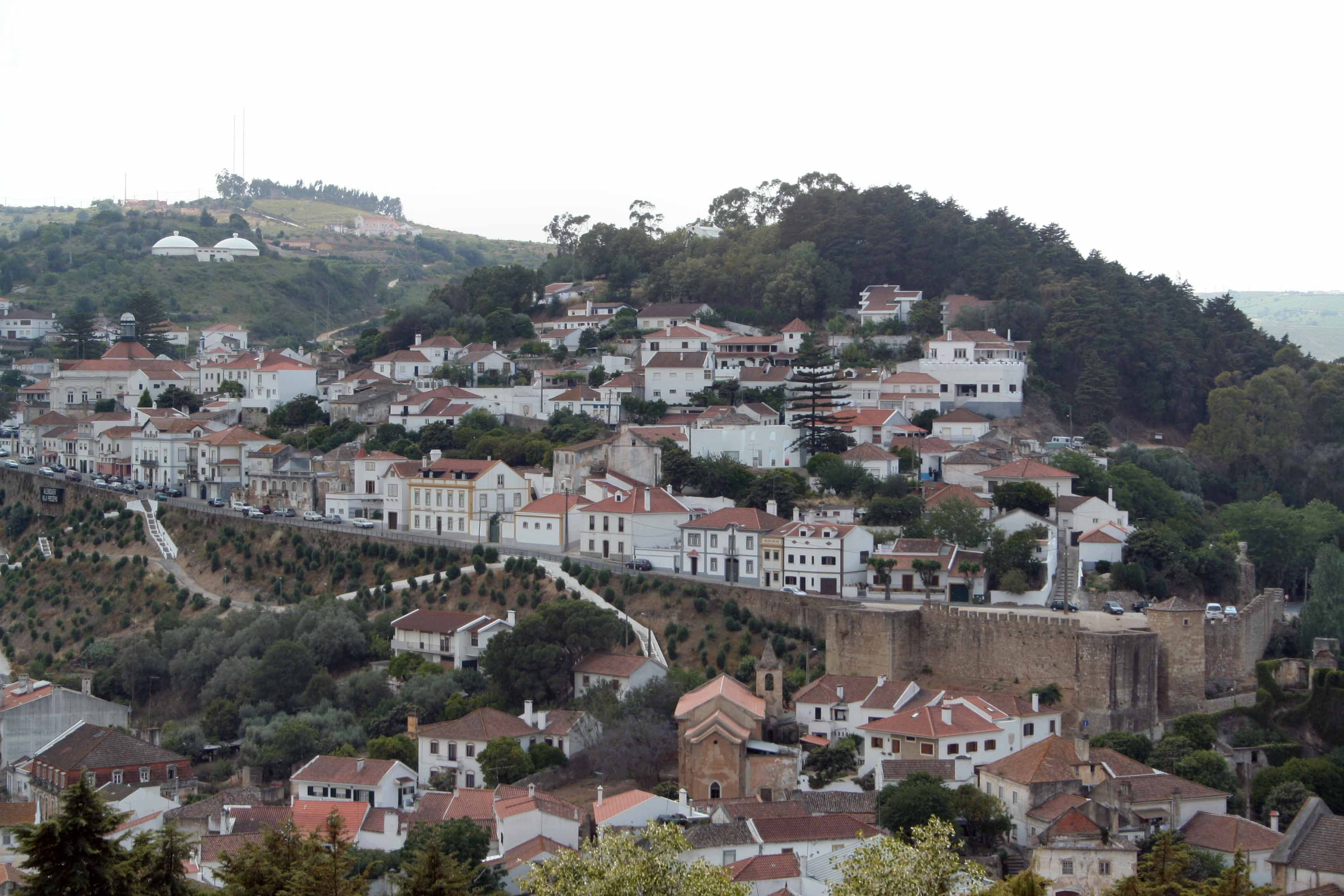
Villa de Alenquer, Portugal

Como héroe militar que era Vasco Fernandes Coutinho y por haber tenido una destacada actuación en las guerras de conquista portuguesas en África y en Asia, especialmente en el Imperio persa, en el Sultanato de Bijapur de la India, en el Sultanato de Malaca y en el Imperio chino, al regresar a Europa hacia febrero de 1524 recibió por ello la confirmación del título de fidalgo real por el nuevo soberano Juan III de Portugal, con derecho a escudo nobiliario que se sumaba a un solar hereditario en Alenquer y a su tenencia feudal, en Portugal, además de una renta anual.
Con la intención de llevar colonos al Brasil para evitar las tentativas francesas de implantar una colonia, el soberano dividió el territorio en capitanías hereditarias, siguiendo el mismo sistema implementado en las islas Azores, Madeira y Cabo Verde, en las cuales obtuvo muy buenos resultados.
De esta forma Coutinho fue agraciado por el mismo rey portugués en la ciudad de Évora, el 1º de junio de 1534, con la décima primera y de más extensión de las quince capitanías hereditarias en las tierras del Brasil, transmisibles a descendientes, familiares colaterales y sucesores. Por real orden del 7 de octubre del mismo año se determinaron los derechos y deberes de los colonos que fueran a poblar y conquistar las capitanías del Brasil para la Corona portuguesa.

## Capitán donatario del Espíritu Santo y la Vila Velha

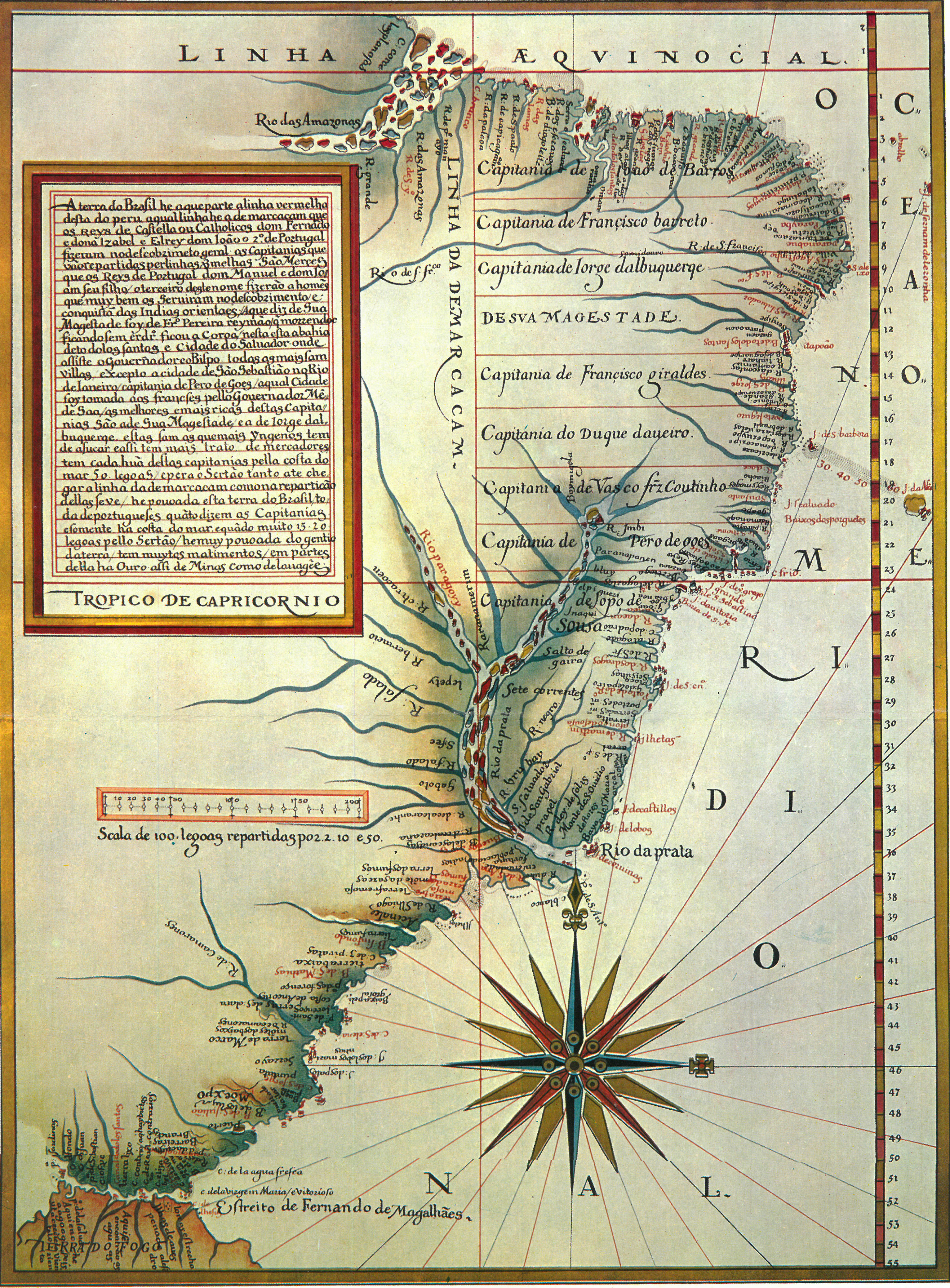
Las capitanías hereditarias del Brasil con la del Espíritu Santo de 1535 a 1548 (por Luís Teixeira, ca. 1574).

### Límites jurisdiccionales de la capitanía capixaba
El documento regio determinaba que a la capitanía del Espíritu Santo le correspondía cincuenta leguas de costa marítima, incluyendo cualquier isla litoral hasta las diez millas, y que los límites territoriales de su capitanía hereditaria fueran al norte con el río Mucuri que la separaría de la de Porto Seguro de Pero Campos de Tourinho, y al sur con la «sierra de Santa Catarina das Mós» que está en la zona meridional del río Itabapoana, la cual la separaría de la entonces capitanía de Santo Tomé de Pero Góis da Silveira. Al oeste las tierras deberían extenderse hasta la línea de Tordesillas pactada por los reinos de Portugal y España.
Vasco Fernández Coutiño con el título de primer capitán donatario de Espíritu Santo, partió de Lisboa en la carabela Grorya con cerca de sesenta hombres a bordo, la mayoría desterrados, entre los cuales estaban incluidos dos nobles: Jorge de Meneses y Simão de Castelo Branco.

### Avances españoles por el sur del Brasil
Más hacia el sur, debido a litigios por diferentes interpretaciones de dicho tratado de Tordesillas, un grupo de españoles comandados por Ruy García de Mosquera que habían sobrevivido de la expedición de Sebastián Caboto al Río de la Plata —luego de la destrucción del fuerte español Sancti Spiritu en septiembre de 1529— habían bordeado con un bergantín la costa atlántica sudamericana hasta la isla Comprida, a sabiendas de los dominios que tenía el desertor portugués novo cristiano Cosme Fernandes "el Bachiller de Cananeia" desde hacía años.
Aliándose al bachiller que tenía su centro en Cananeia y a los indígenas carijós, Mosquera y sus hombres habían fundado en 1532 el poblado de «I Caa Para», en la jurisdicción de la entonces capitanía de San Vicente de Martim Afonso de Sousa, entrando en conflicto con la Corona portuguesa, lo que provocó la Guerra de Iguape en 1534 (hasta 1536), por lo que Mosquera y sus hombres regresarían al territorio rioplatense de la Corona española, dos años después, en donde acababa de ser fundada la primera Buenos Aires (pero luego sería abandonada en 1541).

### Fundador de Vila Velha, toma de posesión y colonización
Al desembarcar Vasco Fernandes Coutinho en sus tierras capixabas —en lo que actualmente se conoce como Prainha— en el mes de marzo del siguiente año, combatió a los indígenas y fundó la Villa del Espíritu Santo el 23 de mayo de 1535, e hizo construir en la pequeña playa que los recibió, la iglesia de Nossa Senhora do Rosário.
Al mismo tiempo fracasaba el intento de colonización de la capitanía más septentrional del Brasil que fuera otorgada a João de Barros, quien había constituido una armada de diez navíos con novecientos hombres para tomar posesión del territorio, pero la flota no consiguió llegar a su destino por naufragar en los arrecifes del río Maranhão.
El donatario Coutinho distribuyó las sesmarías capixabas entre sus hombres para optimizar la colonización del territorio, por lo que a Valentim Nunes le cedió la actual isla dos Frades, a Jorge de Meneses le entregó la isla junto a la barra —el actual barrio Ilha do Boi de Vitória— y el 15 de julio de 1537 le dio a Duarte de Lemos la entonces «isla de Santo Antônio» —actual isla de Vitória— en donde construyó su hacienda y la capilla de Santa Luzia, entre otros repartimientos, y de esta forma el capitán donatario desarrolló la agricultura de caña y montó varios ingenios para la producción de azúcar.

### Ajustes limítrofes con capitanías vecinas
El 14 de agosto de 1539, con el capitán donatario Pero de Góis, que fundó en el mismo año la efímera «Vila da Rainha», firmaron un acuerdo para que el límite de sus territorios respectivos fuese el río Santa Catarina. A finales del mismo año, con la misma nao, Vasco volvió al reino portugués en búsqueda de ayuda o de un socio dispuesto a compartir del proyecto de conquista del suelo sudamericano, para después poder conquistar a la América entera, y dejó a cargo del gobierno a su lugarteniente Jorge de Meneses. Al mismo tiempo, Pedro da Silveira establecía cerca de la desembocadura del río Itapemirim una hacienda en el lugar llamado Caxangá, que más tarde daría origen a la villa de Itapemirim.
En 1540 Coutinho comenzó a tener beneficios con las exportaciones de palo brasil y de azúcar. En cuanto al tratado de límites con la vecina capitanía de Santo Tomé, la confirmación regia fue dictada recién el 12 de marzo de 1543. En 1545 se instituyó la parroquia de Espíritu Santo, y en 1546, con el apercibimiento de las primeras riquezas de la capitanía, la Corte portuguesa mandó a sus primeros funcionarios, con el cargo de escribano de cámara a Belchior Correia y como proveedor, contador de rentas y derechos de la capitanía a Ruy Fernando. Pero entre mayo y diciembre del mismo año, fracasaba definitivamente la vecina sureña capitanía de Santo Tomé porque sería asediada y destruida la «Vila de Rainha» por los naturales, abandonándose la colonización del territorio (hasta 1619).

## Nuevo Gobierno General del Brasil por el fracaso de las capitanías

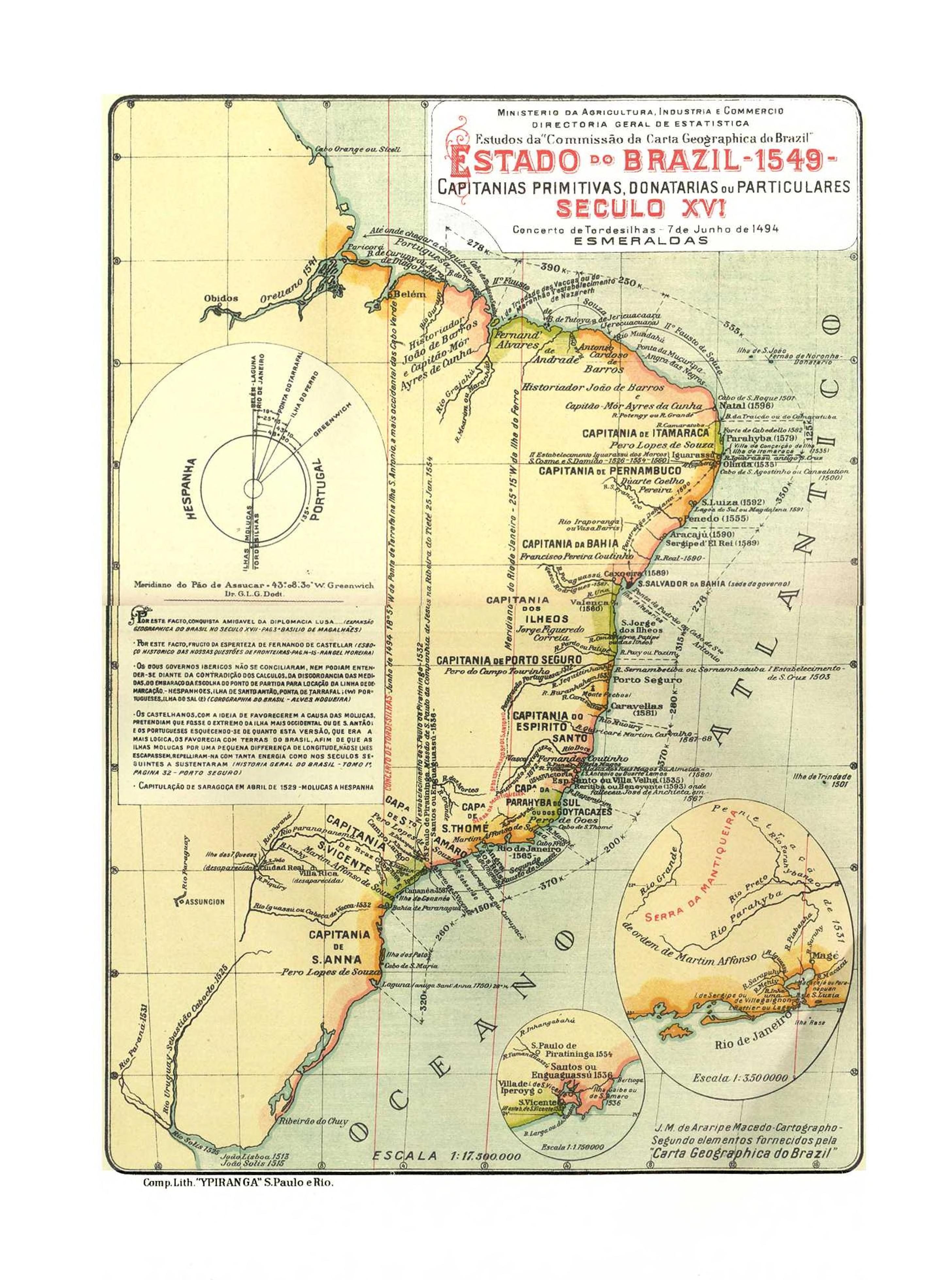
El Gobierno General del Brasil en 1549.

### Fracaso del sistema de capitanías hereditarias
Con el fracaso del sistema de capitanías hereditarias, el soberano portugués creó el 17 de diciembre de 1548 el cargo de gobernador general del Brasil, por lo cual al fallecer el primo tercero de Vasco Coutinho —por ser víctima de antropofagia en 1547 por los aborígenes tupinambáes de la isla de Itaparica— llamado Francisco Pereira Coutinho que era gobernador donatario de la capitanía de la Bahía de Todos los Santos, el rey compró en el mismo año el territorio a sus herederos, y el cargo de primer gobernador general le fue asignado el 7 de enero de 1549 a Tomé de Sousa, y quien al arribar al Brasil fundó el 29 de marzo del citado año la ciudad de São Salvador da Baía de Todos os Santos, cerca de la efímera «Vila do Pereira» (1536-1546), creando así la «Capitanía Real de la Bahía».
Explorando la región, los colonos portugueses buscaron un lugar más seguro para resguardarse de los ataques indígenas y extranjeros, principalmente los de los marinos mercantes neerlandeses y franceses que pasaban para comerciar con los aborígenes el tan preciado palo brasil, y de esta forma, los portugueses avistaron una bahía cercana con una ínsula que llamaron «ilha de Santo Antônio» que fue poblada con estancias, haciendas y un caserío que llamaron Vila Nova, poco tiempo después de la llegada de Vasco Fernandes Coutinho a Vila Velha, en 1549.

### Fundador de la villa de Vitória
Pronto, esos colonizadores portugueses del Espíritu Santo prefirieron la isla a la tierra firme, debido a los peligros que en ella existían y sobre todo a los ataques. En la parte alta de la isla, el jesuita Afonso Brás inauguró el 25 de julio de 1551 la primitiva construcción de la iglesia de São Thiago (en el lugar del actual Palacio Anchieta), hecha de madera, barro y paja, pero al poco tiempo un incendio la destruyó y el padre Inácio de Tolosa la reconstruyó en piedra.
El 8 de septiembre del mismo año, los portugueses vencieron en feroz batalla a los amerindios goitacás y, entusiasmados por haber ganado, llamaron a la ínsula de la bahía «Ilha da Vitória» y fundaron en ella la villa de Nuestra Señora de la Victoria (en el actual barrio Santo Antônio de la ciudad de Vitória), en la cual se generó un movimiento comercial procedente del interior de la capitanía, cuyas mercancías se desembarcaban en lo que se llamaría Ilha das Caieiras. En el año 1553 asumió el nuevo gobernador general Duarte da Costa.

### Primera invasión francesa de Brasil
El 1º de noviembre de 1555, el vicealmirante francés Nicolas Durand de Villegaignon liderando una pequeña flota de dos naves con 600 soldados aportados por el rey Enrique II de Francia, junto a varios colonos hugonotes, tomaron posesión de la pequeña «isla de Sergipe» de la bahía de Guanabara —en la jurisdicción nominal de la vecina capitanía de Santo Tomé, de Pero de Góis— y allí erigieron una fortificación llamada «Fort Coligny» y para asegurar este establecimiento, pactó alianzas con la Confederación de los tamoios que estaban luchando contra los portugueses, y de esta forma comenzarían a constituir la Francia Antártica.

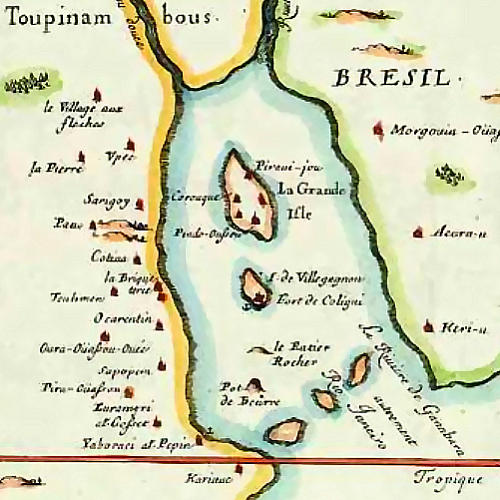
Mapa de la bahía de Guanabara de Francia Antártica (año 1555, por Duval).

Hacia este mismo año, los portugueses fundaron en la parte septentrional del Brasil la efímera «Ciudad de Nazaré», en la isla Upaon-açu de los aborígenes tupinambás que bautizaron «Ilha de Trindade», de la antigua capitanía del donatario João de Barros —en el actual estado de Maranhão— pero terminaría destruida por los amerindios, por lo que a finales de siglo los franceses construirían una factoría en connivencia con los ameridios (y a principios del siguiente siglo fundarían la Francia Equinoccial).
En 1556, los franceses construyeron en el cabo Frío una fortaleza-factoría sobre las ruinas de un pequeño fuerte portugués —en un islote junto al puerto de la barra de Araruama, en donde los portugueses lo erigieran entre diciembre de 1503 y enero de 1504, durante el viaje de Américo Vespucio, junto a Cristóvão Jacques y comandado por Gonzalo Coelho, para apoyar en «Uruçumirim de la bahía de los Inocentes» a la factoría comercial Aguada dos Marinheiros (1504-1516, factoría mudada por Jacques a la isla Itamaracá y río Iguarassu, de la futura capitanía de Pero Lopes de Sousa), que habían sido enviados por el rey Manuel I y financiado por Fernando de Noronha, un representante ibérico del banquero Jakob Fugger, y en el cual dejaron a veinticuatro marineros con alimentos para seis meses, doce bombardas y otras armas, y que duró hasta 1512 por ser destruido por los aborígenes— y dichas fortificaciones comerciales surgieron para proteger la explotación del tan preciado palo brasil (hasta que los franceses, con el apoyo de los amerindios tamoios, fueran finalmente vencidos y expulsados por los portugueses en 1575).

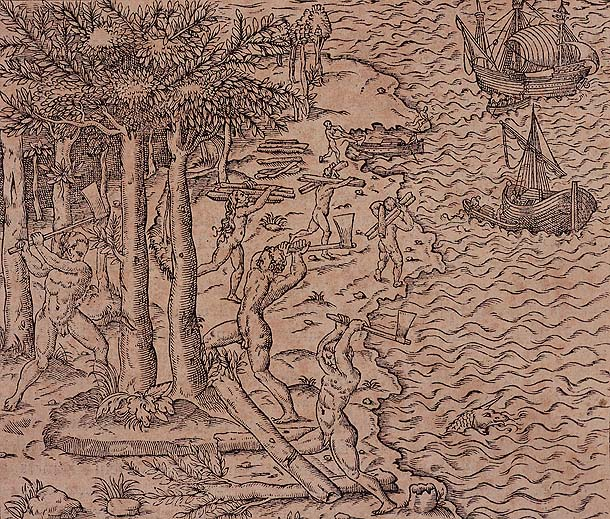
Corte del palo brasil (por André Thevet, año 1575).

En el año 1557 hubo una rebelión generalizada de los goitacás, que con la alianza de los amerindios aimorés y los tupiniquins, cercaron la nueva capital de la capitanía del Espíritu Santo, por lo cual Mem de Sá antes de tomar posesión como tercer gobernador general del Brasil, entre el 29 y 31 de diciembre del mismo año envió a su propio hijo Fernão de Sá para socorrerlos de dichos aborígenes antropófagos, y este en vez de ir a «Vila Nova» desembarcó con sus 200 hombres en el norte de la capitanía, en las tierras de los botocudos —en el actual municipio de São Mateus— provocando la batalla del Cricaré en la aldea homónima ubicada en la confluencia de los ríos São Mateus y Mariricu, pero moriría de varios flechazos. Recién el 3 de enero de 1558 asumió el nuevo gobernador general brasileño Mem de Sá, luego de un retiro espiritual por lo acontecido.
En 1559 surgió una epidemia en Vila Nova que acabó con la vida de gran parte de la población, en donde se sepultaban unos doce cadáveres diarios, y sumado a la traición de Duarte de Lemos, a quien le había donado la «isla de Santo Antônio», y por las intrigas en su detrimento en la Corte portuguesa el capitán donatario Coutinho partió a Ilhéus para luego escribir alegando que estaba muy viejo y enfermo para continuar gobernando.
Mientras tanto, el gobernador general Mem de Sá recibió la real orden de expulsar a los franceses de la bahía de Guanabara, por lo cual el 15 de marzo de 1560 con una flota de 26 barcos y 2.000 soldados atacaron durante tres días el «Fuerte Coligny» hasta destruirlo, pero los colonos franceses lograron huir a tierra firme y con la ayuda de los indígenas tupinambás aliados, pudieron continuar residiendo en la zona y más tarde recontruirlo.

## Renuncia del gobernador donatario y deceso

### Causas de la renuncia y legitimación de hijo homónimo
Las epidemias, las amenazas francesas, las disputas entre los colonos portugueses y los conflictos entre estos y los indígenas, lo llevaron a desistir del emprendimiento colonizador. El 3 de agosto de 1560 fue aceptada la renuncia del primer donatario de la gobernación por el oidor de la capitanía y el mando del territorio se lo entregó a su hijo homónimo natural que fuera legitimado, para que no pasase a ser una propiedad directa del nuevo rey Sebastián I de Portugal.

### Fallecimiento y sucesión
Finalmente el primer capitán donatario Vasco Fernandes Coutinho fallecería en Vila Velha de la capitanía del Espíritu Santo, que formaba parte del Gobierno General del Brasil, entre los días 1º y 10 de octubre de 1561.
Su hijo homónimo legitimado Vasco Fernandes Coutinho Filho que ya hacía un año que lo estaba suplantando como segundo capitán donatario tuvo que ser remplazado a finales del mismo año, debido a un pleito legal familiar y por no tener confirmación real, por el gobernador interino Belchior de Azevedo y quien ocuparía el puesto hasta enero de 1564, año en que tuvo un fallo favorable para ocupar nuevamente la propiedad del territorio.

## Matrimonio y descendencia
- A) - El fidalgo portugués Vasco IV Fernández Coutiño se unió en matrimonio por única vez hacia 1520 en Portugal[33] con María do Campo[21][33][34][35] (n. ca. 1500 - f. después de 1561)[36] —cuyo padre era André do Campo[21][36] (n. ca. 1470), señor de Erra,[21][36] y su esposa María de Azevedo[21][36] (n. ca. 1480) que era la madre— y con quien tuvo cuatro hijos legítimos[33][36] que no lo sucedieron[34] por no acompañarlo a Sudamérica,[35] al igual que su esposa:

- Jorge de Melo (n. Portugal, ca. 1522 - f. 1561) fue en quien recayó en 1560 la sucesión de la Capitanía del Espíritu Santo, pero renunció a ella por no querer mudarse a Sudamérica o, muy probablemente, fallecería en el intento de tomar posesión de la misma. Se había casado hacia 1552 con Joana Coutinho (n. ca. 1532), una hija de Gonçalo Zuzarte (n. ca. 1502) y de María de Azevedo (n. ca. 1512), pero de este enlace no hubo descendencia.
- Manuel de Melo (n. ib., ca. 1524).
- João de Melo (n. ib., ca. 1526).
- Martim Afonso de Melo e Fernandes Coutinho (n. ib.,  ca. 1528).

- B) - Con su concubina[34][35] Ana Vaz de Almada[34][35][37] (n. Portugal,[34][35] ca. 1514 - f. después de 1588), una noble portuguesa[33] que lo acompañó a Sudamérica,[35] tuvo cuatro[37] hijos naturales[33][34] que fueran legitimados[34] por su padre:

- Vasco V Fernandes Coutinho "el Hijo" (n. Reino de Portugal, ca. 1530 - Vila Velha, 1589) a quien su padre le cedió en vida el territorio de su propiedad bajo la soberanía portuguesa, con el cargo de segundo capitán donatario del Espíritu Santo, aunque luego de fallecer aquel debió esperar el fallo del pleito legal familiar que tuvo una sentencia favorable en 1564 al ser un hijo legitimado. La confirmación regia llegaría en 1571 y testó en Vitória el 5 de mayo de 1588. Se había casado por única vez con Luisa Grimaldi Correia "la Capitana" pero también se habría amancebado con Juana Carvalho con quien por lo menos tuvo tres hijos ilegítimos siendo el menor de estos Juan de Melo Coutiño que se casó con Juana Holguín de Ulloa, una hija del gobernador nominal tucumano Martín de Almendras y nieta materna del primer teniente de gobernador general cuzqueño Pedro Álvarez Holguín, y concibieron en Buenos Aires a Ana Holguín de Ulloa, también a Juana de Melo Coutinho que era la ascendente del gobernador bonaerense Dardo Rocha y a Francisco de Melo Coutiño y Holguín quien se uniera en matrimonio con Juana Gómez de Saravia para concebir a diez hijos. Vasco con su concubina Antonia de Escobar tuvo al menos cinco hijos bastardos.

- Yomar de Melo —o Guiomar de Melo—  (n. ca. 1540) que se casó en Vitória del Espíritu Santo en mayo de 1581 con el licenciado Ruano Téllez, a quien conoció cuando este desde Santa Cruz de La Palma de las islas Canarias cruzó el océano Atlántico en el mes de enero del citado año e hizo escala en las costas del Brasil, con el objetivo de ocupar un cargo de jurista en la provincia de Charcas. El matrimonio y un sobrino adolescente llamado Juan de Melo Coutiño se dirigieron al Río de la Plata, y luego de parar a finales del mismo año en la nuevamente fundada ciudad de Buenos Aires, adquirieron dos manzanas de tierra a nombre de dicho sobrino para cuando se casara, y de esta forma los tres siguieron viaje hacia el norte para que el licenciado Téllez ocupase el puesto de fiscal de la Real Audiencia de Charcas en el Virreinato del Perú, cargo que finalmente ocuparía desde junio de 1582, ya que mandó una carta al rey Felipe II de España el 2 de julio del mismo año que expresa: «que en la vacante de los virreyes, cada Audiencia debe gobernar en su distrito [...]», y posteriormente dos más, una del 1º de marzo de 1588 que expresaba lo siguiente: «Por el Río de la Plata se ha descubierto una nueva navegación del Brasil que vienen a tomar puerto el de Buenos Aires. Si este puerto no se cierra, se ha de henchir el Perú por allí de portugueses y extranjeros [...] y vendrán de Flandes, Francia e Inglaterra», y otra escrita el 1º de mayo del mismo año.

- Catalina de Melo Coutinho (n. 1545) que se casó hacia 1560 con Manuel Fernandes (n. 1535 - f. 1561). Una vez viuda pasaría a Portugal por causas desconocidas por el momento y muy probablemente fuera madre de un hijo portugués llamado João Martins de Amorim e Melo Coutinho —castellanizado como Juan Martínez de Amorín y Melo Coutiño o mal dicho como Juan Martín de Amorín o con solo los apellidos maternos como Juan de Melo Cuitiño, como su primo con el cual se suele confundir— (Viana do Castelo, Portugal, ca. 1575 - Buenos Aires, Río de la Plata, 1647) que pasó sin licencia a Buenos Aires en 1595 en donde residía su ya citado primo luso-brasileño João de Melo Coutinho con su esposa hacía tres años, obteniendo también allí unas parcelas en el futuro «Barrio Recio» —actual barrio porteño de San Nicolás— y además hacia 1602, en el medio rural sudoccidental de la urbe llamado «Matanza», erigió una estancia sin obtener propiedad de las tierras que estaban pobladas por unas mil quinientas cabezas de ganado cimarrón, pero con permiso para dedicarse a las actividades agrícolo-ganaderas ya que en la «permisión de 1603» se anotó con 15 fanegas de trigo y aparece en la lista de «accioneros de ganado de 1609», contribuyó al «depósito del cereal en 1611» solicitado por el cabildo bonaerense, el cual en 1615, lo anotó como uno de los últimos pobladores para las «permisiones de navegación» fluvio-marítimas, y en 1622 obtuvo el permiso para la exportación de cueros. Se había unido en matrimonio dos veces, teniendo de ambos al menos nueve hijos pero solo le sobrevivirían cuatro de ellos, en primeras nupcias hacia 1600 con Magdalena Hernández de Rojas y de quien tuvo por lo menos a cinco hijos, y en segundas nupcias en diciembre de 1625 con María de Sayas con la que tuvo al menos cuatro hijos.

- María de Melo Coutinho (n. Espíritu Santo, ca. 1555) que se unió en matrimonio hacia 1580 en la capitanía del Espíritu Santo con el capitán Marcos de Azeredo (Guimarães, Portugal, ca. 1559 - Vitória del Espíritu Santo, después de 1618), un hermano de Miguel de Azeredo (n. ca. 1550) que fuera gobernador interino del Espíritu Santo desde 1598 hasta 1620, y siendo ambos, hijos de Lancerote de Azeredo (n. ca. 1520) y de Isabel Dias Sudré (n. ca. 1530). El matrimonio se avecindó posteriormente en la ciudad de Río de Janeiro y fruto de este enlace hubo por lo menos siete hijos: Juan, Belchior de Azeredo Coutinho, Miguel, Domingos de Azeredo Coutinho e Melo (n. Vila Velha, 18 de mayo de 1596), Antonio, Elena e Isabel de Azeredo Coutinho. Su sobrina nieta Ana de Melo Coutinho (n. Buenos Aires, ca. 1593), una hija de Juan de Melo Coutiño y Juana Holguín de Ulloa, se había enlazado en segundas nupcias el 22 de agosto de 1611 con Antonio Hurtado de Melo "Raposo" (n. ca. 1591) y dejó un testamento que había sido redactado en Buenos Aires el 10 de marzo de 1638, expresando que heredaba a su descendencia la deuda de seiscientas arrobas de azúcar que tenía hacia 1590 el capitán Marcos de Azeredo con el padre de ella.

## Homenajes
El escudo de Vasco Fernandes Coutinho es utilizado como escudo de la Universidade Federal do Espírito Santo.